# Thatta

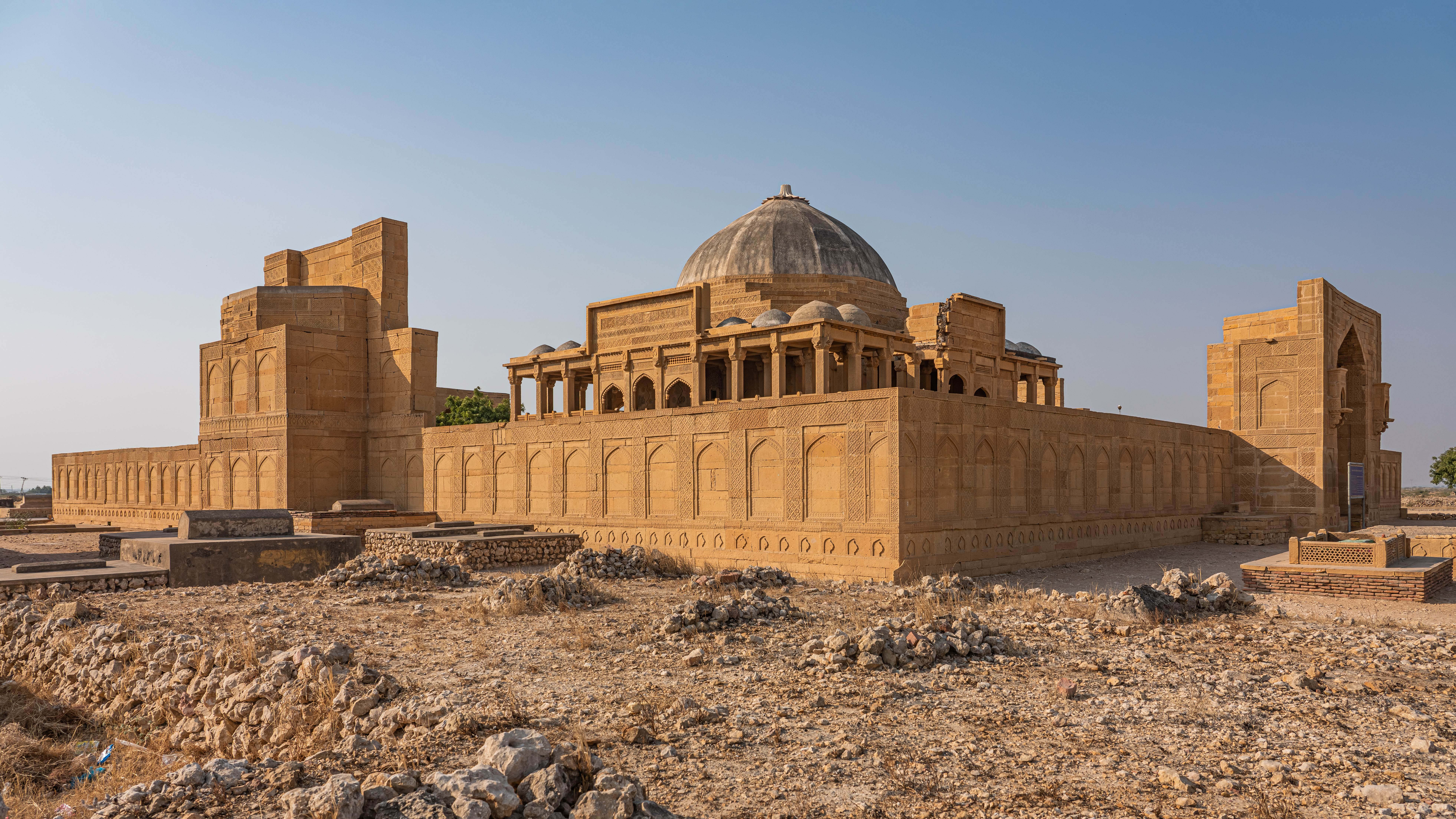
La nécropole de Makli, à Thatta. Février 2020.

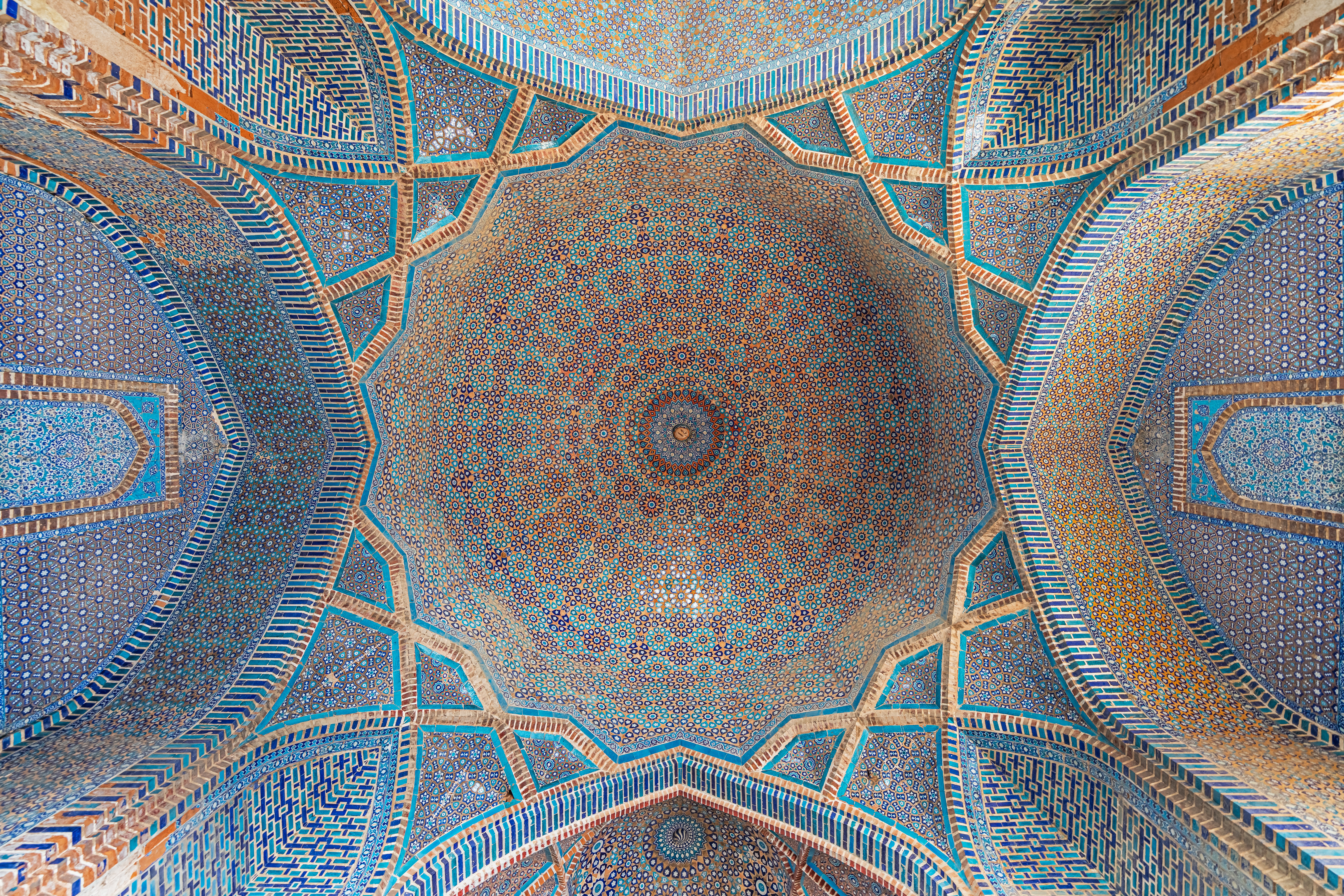
Plafond de la mosquée de Shah Jahan à Thatta. Février 2020.

Thatta ou Tatta (en ourdou : ٹھٹہ ; en sindhi : ٺٽو) est une ville historique dans la province de Sind, au Pakistan. Elle est située près du lac Keenjhar, le plus grand lac d'eau douce du pays. Les monuments de Thatta sont inscrits sur la liste du patrimoine mondial de l'UNESCO depuis 1981. La ville est souvent visitée par des touristes en raison de sa proximité avec la grande ville de Karachi.
Elle est la capitale du Bas Sind au XIVe siècle, puis est gouvernée par les empereurs moghols de Delhi à partir de 1592. Elle est peu à peu oubliée après la cession de la province de Sind à Nâdir Shâh de Perse en 1739.
On y trouve plusieurs monuments importants : la mosquée Jama (ainsi que les mosquées Shahjehani et Badshahi), construite par Shâh Jahân de 1647 à 1649, les tombes de Jam Nizamuddin et les sept sœurs Soomro (régnant de 1461 à 1509), plusieurs rois Tarkhan et des Moghols, ainsi qu'une nécropole avec des milliers de tombes, dans les collines Makli près de la ville.
Une carte réduite de la province Thatta dans l'Indostan est dessinée en 1771-1772 par le jeune élève officier du génie et cartographe Pierre Antoine le Vassoult (1748-1795) sous les ordres du lieutenant-colonel Jean-Baptiste Chevalier.
La population de la ville a été multipliée par près de trois entre 1972 et 2017 selon les recensements officiels, passant de 19 106 habitants à 54 697. Entre 1998 et 2017, la croissance annuelle moyenne s'affiche à 2 %, un peu inférieure à la moyenne nationale de 2,4 %. Selon le recensement de 2023, la population de la ville baisse un peu, à 51 723 habitants.
|            | 1972 (rec.) | 1981 (rec.) | 1998 (rec.) | 2017 (rec.) | 2023 (rec.) |
| ---------- | ----------- | ----------- | ----------- | ----------- | ----------- |
| Population | 19 106      | 21 524      | 37 515      | 54 697      | 51 723      |